# Kellen Briggs
Kellen Briggs (* 28. Juni 1983 in Colorado Springs, Colorado) ist ein ehemaliger US-amerikanischer Eishockeytorwart, der zuletzt bei den Dresdner Eislöwen in der 2. Bundesliga unter Vertrag stand. Sein Bruder Preston war ebenfalls Eishockeyspieler und stand zuletzt bei den Bloomington PrairieThunder unter Vertrag.

## Karriere
Briggs besuchte die Roosevelt High School in Sioux Falls, South Dakota, wo er 2003 seinen Abschluss machte. Parallel zum Schulbesuch spielte er für die Sioux Falls Stampede in der United States Hockey League, der wichtigsten Nachwuchsliga der USA. In den folgenden vier Jahren spielte er für die Minnesota Golden Gophers, das Eishockeyteam der University of Minnesota. Zudem studierte er in dieser Zeit Wirtschafts- und Marketingpädagogik an der Universität. In seiner ersten Saison für die Universitätsmannschaft erreichte er 25 Siege und setzte damit einen neuen Freshman-Rekord. In seinem zweiten Jahr erreichte er mit den Golden Gophers das Finalturnier der NCAA, das Frozen Four, und erhielt den John Mariucci Team MVP Award.

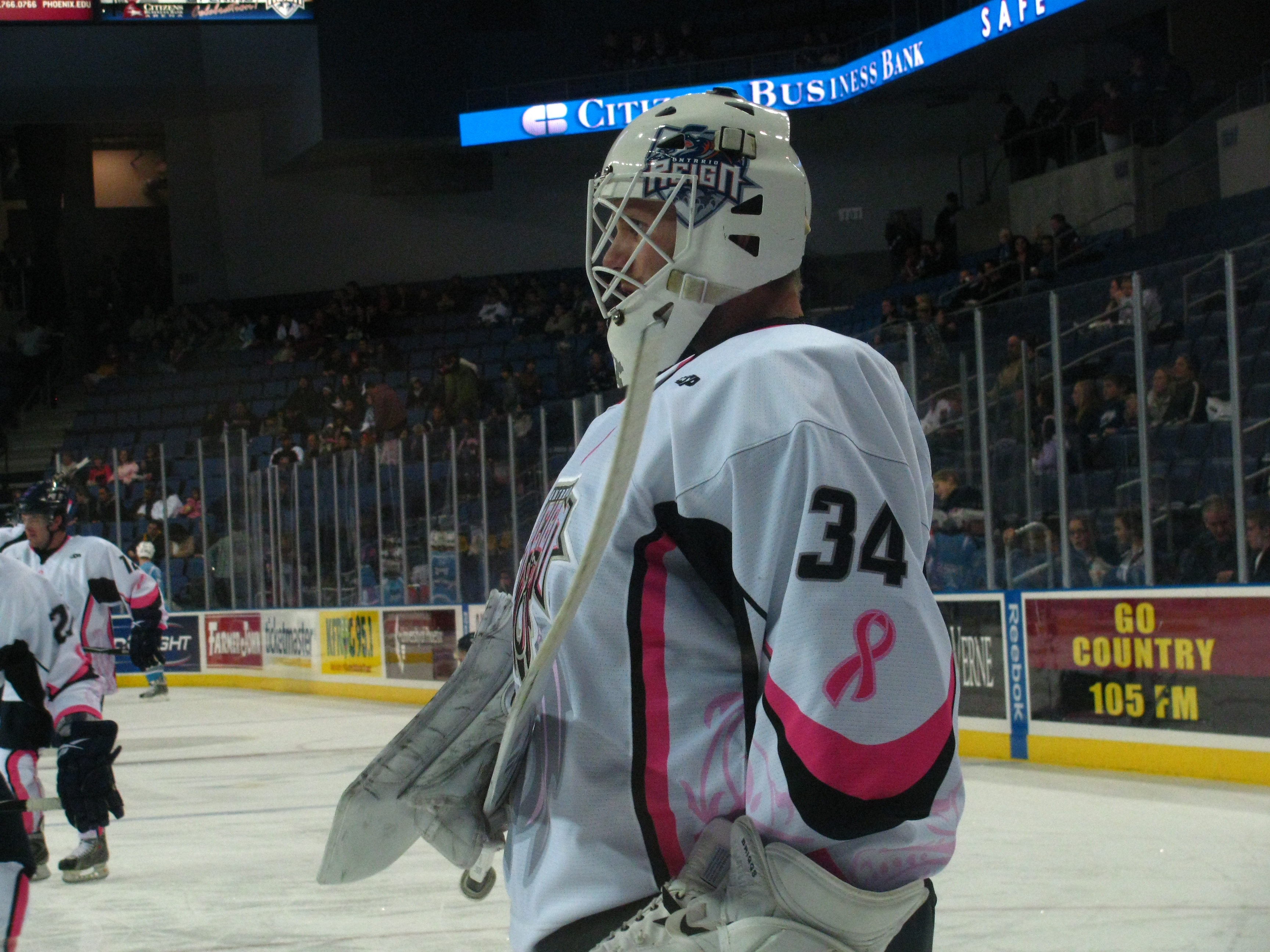
Briggs im Trikot der Ontario Reign

In seinem letzten Jahr an der Universität wurde Briggs zum Assistenzkapitän ernannt – eine Ehre, die seit 1973 keinem Torhüter der Golden Gophers mehr zuteilgeworden war. Mit den Golden Gophers gewann Briggs 2007 den McNaughton Cup, als Sieger der regulären Saison der Western Collegiate Hockey Association, und die Broadmoor Trophy als Play-off-Sieger der Liga. Seit Verlassen der Universität hält Briggs die Rekorde für Karriere-Siege und Shutouts der Golden Gophers.
Im Sommer 2007 nahm Briggs an einem Trainingslager der Iowa Stars teil, spielte dann aber für deren Partnerteam, die Idaho Steelheads, in der ECHL. In den folgenden Monaten gehörte er zu den besten Torhütern der Liga und wurde folgerichtig für das All-Star-Game der ECHL nominiert. Im Januar 2008 wurde er das erste Mal in die American Hockey League zu den Rockford IceHogs berufen, da Wade Flaherty verletzt war. Nach einer Woche kehrte er ohne AHL-Einsatz zu den Steelheads zurück.
In der Saison 2008/09 spielte er zunächst für Ontario Reign in der ECHL, bevor er im Februar 2009 von den Portland Pirates aus der AHL unter Vertrag genommen wurde. Bei den Pirates absolvierte er insgesamt sieben Spiele, bevor er im Frühjahr 2009 nach Europa kam und einen Vertrag bei den Dresdner Eislöwen unterzeichnete.
Im Sommer 2010 entschied sich Briggs zu einer Rückkehr zu den Ontario Reign und gehörte in der folgenden Saison zunächst zu den besten Torhütern der ECHL, bevor er Anfang Januar 2011 von den Heilbronner Falken verpflichtet wurde. Im Juli 2011 wurde er von den Dresdner Eislöwen mit einem Kontrakt für zwei Jahre ausgestattet, der nach Ablauf nicht verlängert wurde.

## Erfolge und Auszeichnungen
- 2005 Frank Pond Rookie of the Year
- 2005 MVP des Frozen-Four-Turniers
- 2006 WCHA All-Academic Team
- 2007 Broadmoor-Trophy-Gewinn mit der University of Minnesota
- 2008 Teilnahme am ECHL All-Star Game

## Karrierestatistik
(Legende zur Torhüterstatistik: GP oder Sp = Spiele insgesamt; W oder S = Siege; L oder N = Niederlagen; T oder U oder OT = Unentschieden oder Overtime- bzw. Shootout-Niederlage; Min. = Minuten; SOG oder SaT = Schüsse aufs Tor; GA oder GT = Gegentore; SO = Shutouts; GAA oder GTS = Gegentorschnitt; Sv% oder SVS% = Fangquote; EN = Empty Net Goal; 1 Play-downs/Relegation; Kursiv: Statistik nicht vollständig)